# Sugarcult
Sugarcult är ett amerikanskt rockband, bildat 1998 i Santa Barbara, Kalifornien.
Bandet består av Tim Pagnotta (sång och gitarr), Airin (basgitarr och sång), Marko 72 (gitarr) och Kenny Livingston (trummor). Livingston tog över efter Ben Davis, som spelade på debutalbumet Start Static.
Deras andra album heter Palm Trees and Power Lines och de har även gjort skivorna Wrap Me Up in Plastic och Lights Out.
Deras mest kända låt är "Bouncing Off the Walls" som bland annat förekommit i filmerna American Pie – The Wedding, National Lampoon's Van Wilder och TV-serien Laguna Beach.

## Medlemmar
Nuvarande medlemmar
- Tim Pagnotta – sång, rytmgitarr (1998–)
- Airin Older – basgitarr, bakgrundssång (1998–)
- Marko DeSantis (Marko 72) – sologitarr (1998–)
- Kenny Livingston – trummor (2003–)

Tidigare medlemmar
- Ben Davis – trummor, bakgrundssång (1998–2003, 2011)

## Diskografi
Demoalbum
- 1999 – Eleven
- 2000 – Wrap Me Up in Plastic

Studioalbum
- 2001 – Start Static
- 2004 – Palm Trees and Power Lines
- 2006 – Lights Out

Livealbum
- 2005 – Back to the Disaster

EP
- 2005 – A Hard Day's Night

Singlar
- 2003 – "Hate Every Beautiful Day"
- 2003 – "Stuck in America"
- 2003 – "Bouncing Off the Walls"
- 2004 – "Pretty Girl"
- 2004 – "Memory"
- 2006 – "Do It Alone"
- 2006 – "Los Angeles"

Samlingsalbum
- 2002 – Wrap Me Up in Plastic
- 2009 – Rewind 2001-2008 + Live in Japan!